# Клодницкий, Николай Николаевич
Клодницкий Николай Николаевич (1868—1939) — советский эпидемиолог и микробиолог, доктор медицинских наук и профессор.

## Биография
В 1894 году окончил военно-морскую академию. С 1899 года заведовал бактериологической лабораторией и бараком для инфекционных больных на Китайско-Восточной железной дороге. С 1903 по 1905 год работал у Ильи Ильича Мечникова и Пауля Эрлиха. 
Осенью 1905 года Клодницкий посещал отдаленные районы Монголии, которые находились вблизи озер Угу-Нор для подтверждения гипотезы Заболотного.
В 1906 года начал заведовать противочумной лабораторией в Астрахани. В 1920 году был назначен профессором кафедры инфекционных болезней медицинского факультета Ташкентского университета. В 1932 году стал профессором кафедры эпидемиологии 1-го ММИ, а также заведующим этой кафедрой.
Основные работы Клодницкого посвящены теме эпидемиологии чумы и изучению рецидивирующего герпеса и сыпного тифа. В 1911 году он был первым, кто выделил культуру возбудителя чумы от верблюда. В 1930-х годах выявил наличие первичной бактериемии при бубонной форме этого заболевания. В 1934 году предложил в качестве среды для культивирования микроорганизмов полужидкий агар и метод гемокультур. В 1909 провел успешное и экспериментальное заражение морской свинки сыпным тифом. Клодницкий был создателем и организатором противочумных мероприятий в стране. Были созданы лаборатории, проведены систематические эпизоотологическин обследований и т.д. Несколько раз участвовал в ликвидации ряда вспышек чумы.

## Научные работы
- О выходе желчи в 12-ти перстную кишку, диссертаия, Спб., 1902
- Об эндемическом характере астраханской чумы, Изв. Общества астраханских врачей, № 3, стр. 135, 1910[5]
- К вопросу о возникновении и распространении легочной чумы, Врач, газ., № 15, с. 559, 1911
- К вопросу о восприимчивости верблюдов к бубонной чуме, там же, №8, стр. 330, 1912
- Вопросы эпидемиологии астраханской чумы, Гиг. и сан., № 2, стр. 43, 1926
- Вопросы эпидемиологии забайкальской чумы, Сибирск. мед. журн., № 4, стр. 9, 1927
- Чума, в кн.: Курс инфекц. бол., под ред. С. И. Златогорова, т. 2, стр. 152, М.—Л., 1935.